# Wilhelm Schumann (Politiker, 1896)
Wilhelm Schumann (* 18. Januar 1896 in Münden; † 14. Februar 1974 in Münden) war ein deutscher Politiker (KPD) und Mitglied des Ernannten Hannoverschen Landtages.

## Leben
Nach dem Ende der Volksschule arbeitete Wilhelm Schumann im Baugewerbe. In den Jahren 1914 bis 1917 war er Kriegsteilnehmer im Ersten Weltkrieg, in den Jahren 1920 bis 1930 verdiente er seinen Lebensunterhalt als Bauarbeiter und als Waldarbeiter.
Er war Vorsitzender eines Betriebsrates und Inhaber diverser weiterer Vertrauenspositionen. In der Zeit des Nationalsozialismus wurde er ab 1933 von der Gestapo verfolgt, setzte aber seine illegale politische Arbeit fort, bis er 1934 verhaftet und zu zwei Jahren Gefängnis verurteilt wurde. Im Jahr 1937 wurde er in das KZ Buchenwald eingewiesen und saß dort bis zur Befreiung im April 1945 ein.
Schumann trat im Jahr 1912 in die SPD ein und war dort Mitglied, bis er im Jahr 1920 zur KPD wechselte. In der KPD übernahm er verschiedene Verantwortlichkeiten. Vom 23. August 1946 bis 29. Oktober 1946 war er Mitglied des ernannten Hannoverschen Landtages.